# Памятник Нельсону (Глазго)
Памятник Нельсону (англ. Nelson Monument) — памятник британскому адмиралу Горацио Нельсону в Глазго, Шотландия.
Расположен в парке Глазго Грин — историческом общественном парке города. В 1970 году памятник стал охраняемым историческим архитектурным сооружением.

## История
Памятник Нельсону в виде обелиска (стелы) построен в 1806 году в честь вице-адмирала Горацио Нельсона. Имеет высоту 144 фута (44 метра), огорожен невысокой решёткой из литого железа.
Обелиск был спроектирован архитектором Дэвидом Гамильтоном. На его мемориальной доске написано, что это был первый гражданский памятник в Великобритании, посвящённый победам Нельсона, финансируемый общественной подпиской. Первый камень в фундамент был заложен 20 августа 1806 и был возведён каменотёсом A. Brockett.
Вскоре после его постройки памятник был поражен молнией, в результате чего в нём образовалась длинная структурная трещина — это событие было изображено на картине Джона Нокса, которая находится в настоящее время в соседнем Народном дворце-музее. 
В 1965 году к постаменту обелиска был добавлен плинт, посвященный Джеймсу Уатту и его изобретению — паровой машине.